# 西格丽德·卡格
西格丽德·阿格尼丝·玛丽亚·卡格（Sigrid Agnes Maria Kaag，赖斯韦克，1961年11月2日—）是荷兰外交官、前政治人物。自2024年1月起，她担任联合国加沙人道主义援助和重建高级协调员。
作为六六民主党的代表，她于2022年1月10日至2024年1月8日担任第四吕特内阁的第一副首相兼财政大臣。2020年9月4日至2023年8月12日期间，她还担任六六民主党主席。
此前她曾担任联合国副秘书长级职务。2013年10月至2014年9月，卡格以副秘书长身份领导了导致叙利亚化学武器销毁的解除武装任务。2014年12月至首次担任大臣职务前，她担任联合国驻黎巴嫩特别协调员（UNSCOL）。
2017年，她成为第三吕特内阁的对外贸易与发展合作大臣，后兼任外交大臣。她在2021年3月众议院选举中担任六六民主党竞选领袖，随后成为众议院党团领袖。
联合国与禁止化学武器组织（OPCW）共同开展的叙利亚化学武器销毁行动是一项解除武装任务，旨在销毁叙利亚境内的化学武器。
2013年10月13日，联合国秘书长潘基文提名西格丽德·卡格领导该任务。联合国安理会在三天后对她的提名进行表决，随后卡格正式获得这一职位。卡格负责领导一个由一百名专家组成的团队，该团队的任务是在2014年6月30日前销毁叙利亚的化学武器项目。
2014年12月至担任内阁部长职务前，卡格曾担任联合国驻黎巴嫩特别协调员（UNSCOL）。

## 生平

### 早期职业生涯
完成学业后，卡格最初在伦敦的荷兰皇家壳牌集团担任分析师。随后，她在荷兰外交部工作，担任联合国政治事务司副司长。作为外交官，卡格曾在贝鲁特、维也纳和喀土穆生活和工作。

### 联合国职业生涯
卡格于1994年加入联合国，最初担任联合国秘书长苏丹喀土穆副特别代表的资深顾问。1998年至2004年，她担任国际移民组织（IOM）的捐助关系主管，并在联合国近东巴勒斯坦难民救济和工程处（UNRWA）耶路撒冷办事处外部关系部担任高级项目主管，负责管理包括部分被占领的巴勒斯坦领土、黎巴嫩、约旦和叙利亚在内的中东地区事务。
2007年至2010年，卡格担任联合国儿童基金会（UNICEF）中东和北非区域主任。2010年至2013年，她出任联合国开发计划署（UNDP）助理秘书长，作为新西兰前总理海伦·克拉克的副手参与工作。

### 联合国-禁化武组织联合特派团协调员
2013年10月至2014年9月，卡格以特别协调员身份领导联合国与禁止化学武器组织（OPCW）合作的叙利亚化学武器销毁任务。2013年10月13日，联合国秘书长潘基文提名她领导该任务，安理会三日后通过提名。她率领百人专家团队，目标在2014年6月30日前销毁叙利亚化学武器计划。2014年12月至担任内阁职务前，她出任联合国驻黎巴嫩特别协调员（UNSCOL）。

### 第三吕特内阁大臣
2017年10月底，六六民主党主席亚历山大·佩赫托德邀请卡格入阁。同年10月26日，她宣誓就任第三吕特内阁的对外贸易与发展合作大臣。

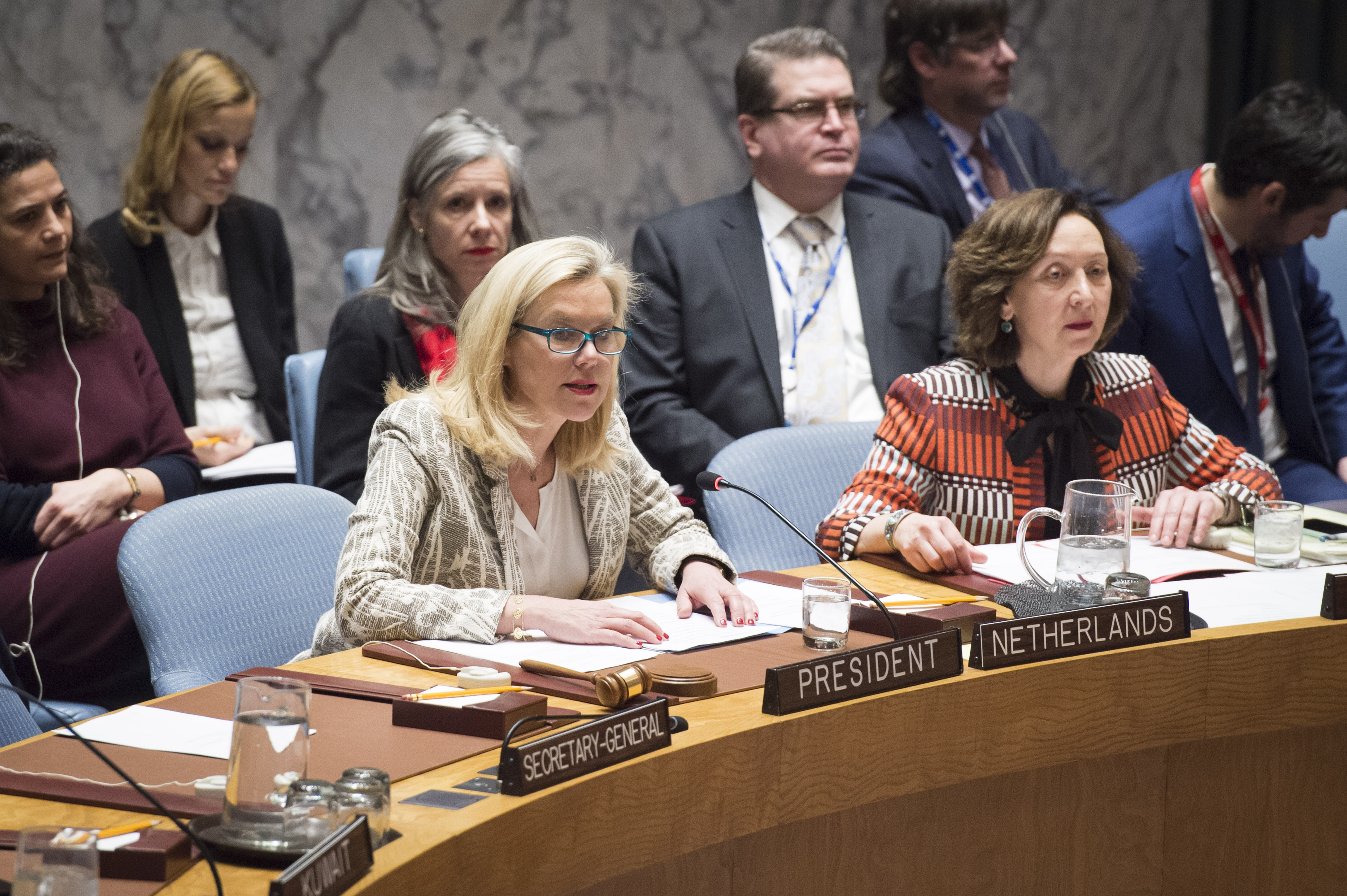
外交大臣西格丽德·卡格于2018年3月8日在联合国安理会发言

2018年2月13日，外交大臣哈尔贝·泽尔斯特拉辞职后，卡格临时代理该职，直至3月7日斯特夫·布洛克正式接任。由此她成为荷兰首位女性外交大臣。2018年3月8日，卡格在纽约主持联合国安理会会议，为纪念国际妇女节，荷兰代表团全体成员均为女性。
2018年起，卡格加入世界银行与世卫组织联合成立的全球防范监测委员会（GPMB）。2019年，她加入世界经济论坛人道主义投资高级别小组。

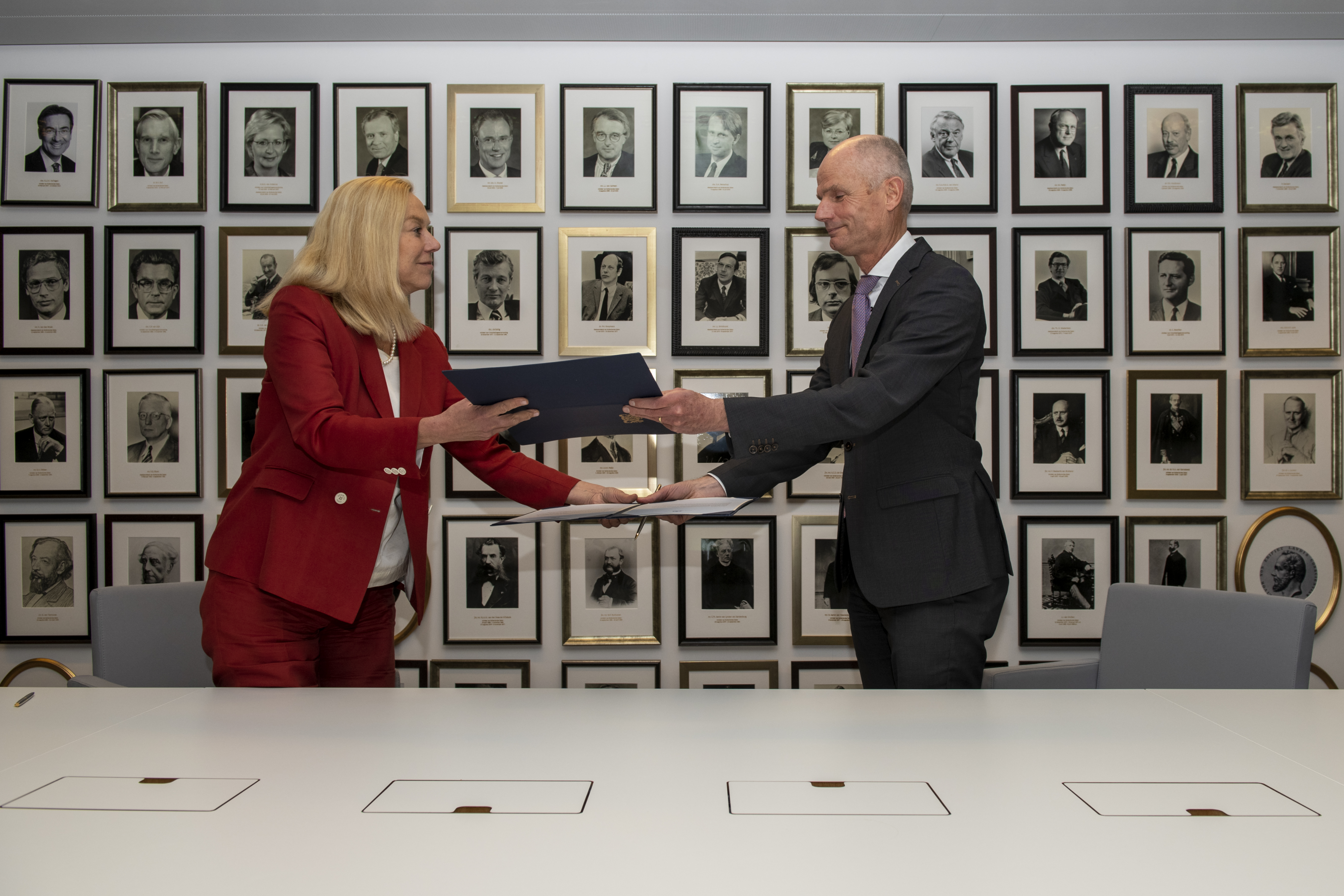
外交大臣斯特夫·布洛克向卡格移交部门事务

因看守内阁人事变动，卡格于2021年5月25日被任命为外交大臣，同时兼任对外贸易与发展合作大臣至同年8月10日。此后，前外交官汤姆·德布鲁因接任后者职务。2021年9月16日，荷兰众议院通过针对她的不信任动议，批评其对阿富汗荷兰公民及相关工作人员的撤离行动迟缓。卡格随后宣布辞职，国王于次日批准其辞呈，由本·克纳彭接任。

### 六六民主党领袖
卡格入阁后不久，外界即猜测她可能接替亚历山大·佩赫托德成为六六民主党竞选领袖。在此期间，她通过频繁发表演讲扩大影响力，这些发言常超出其大臣职权范围。
2020年6月21日，卡格正式宣布参选党领袖。尽管凯萨·奥隆格伦和罗布·耶滕也曾被传可能参选，但两人最终放弃角逐。由于唯一对手是知名度较低的党员托恩·菲瑟，卡格最终以95.7%得票率当选。
在2021年大选前夕，荷兰公共广播公司（VPRO）于1月3日播出纪录片《西格丽德·卡格：从贝鲁特到国会大厦》，该片历时数年跟踪拍摄。播出日期临近选举引发争议。选举后，GeenStijl网站通过信息公开法获取的文件显示，六六民主党曾多次对纪录片内容提出修改要求，部分被采纳，外交部也介入包括播出时间的安排。卡格起初否认参与协调，但随后承认负有责任。荷兰媒体管理局调查后认定无证据表明编辑独立性受损。
在卡格领导下，六六民主党在2021年众议院选举中斩获24席，成为议会第二大党。她于2021年3月31日出任众议院党团领袖。2023年8月12日，罗布·耶滕被宣布为2023年大选领袖，卡格结束党魁任期。

### HJ Schoo讲座
2021年9月6日，卡格在《Elsevier周刊》主办的HJ Schoo讲座中，于阿姆斯特丹"红帽"辩论中心激烈批评由吕特主导形成的荷兰政治文化，称其充斥着"权宜交易与轮流坐庄"。演讲题为《我们这代人的使命：自由之重》并出版成书（ISBN 978-94-6348099-4）。

### 第四吕特内阁大臣
2022年1月10日，卡格出任第四吕特内阁第一副首相兼财政大臣，成为荷兰首位女性财政大臣。任内推行多项购买力保障措施应对乌克兰战争引发的能源危机，并成功降低政府债务占GDP比重。

### 联合国加沙协调员
2023年12月26日，联合国秘书长安东尼奥·古特雷斯根据联合国安理会第2720号决议，任命卡格为加沙人道援助与重建高级协调员，负责协调经联合国项目事务厅验证的加沙人道物资运输。荷兰国王威廉-亚历山大于2024年1月8日批准其辞去财政大臣职务。

## 国际职务

### 国际组织
- 非洲开发银行（AfDB）理事（2017年至今）[34]
- 亚洲开发银行（ADB）理事（2017年至今）[35]
- 欧洲复兴开发银行（EBRD）理事（2017年至今）[36]
- 美洲投资公司（IIC）理事（2017年至今）
- 世界银行-国际货币基金组织联合发展委员会，候补成员[37]
- 多边投资担保机构（MIGA），世界银行集团，当然候补理事（2017年至今）[38]
- 世界银行候补理事（2017年至今）
- 经合组织/联合国开发计划署无国界税务稽查员（TIWB），理事会成员（2017年至今）[38]
- 气候行动财长联盟（CFMCA），联合主席（2023年4月1日起）[39]
- 联合国加沙人道主义与重建高级协调员，根据联合国安理会第2720号决议任命（2023年12月26日）。[40]

### 非营利组织
- P4G——绿色增长与2030全球目标伙伴关系，董事会成员（2019年至今）[41]
- 无限世代（Generation Unlimited），董事会成员（2018年至今）
- 国际性别平等倡导者（2017年至今）[42]
- 全球网络空间稳定委员会（2017年）[43]